# Amnon Lin

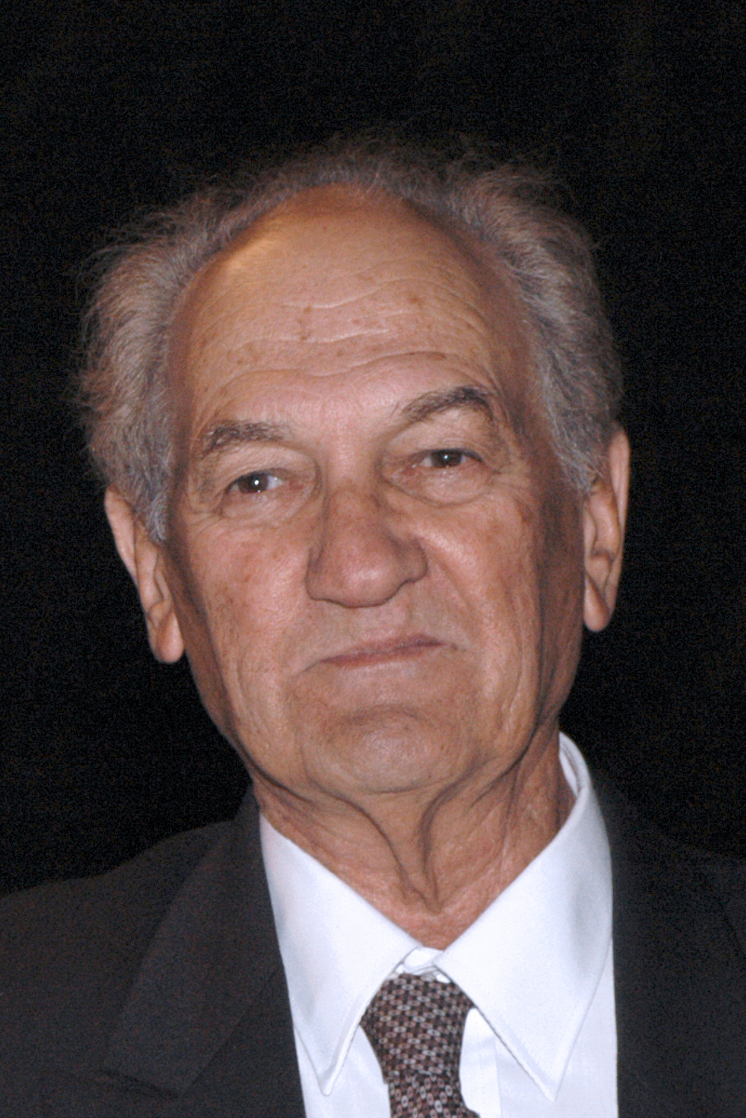
Amnon Lin (2004)

Amnon Lin (hebrejsky: אמנון לין, narozen 20. března 1924 – 21. července 2016) byl izraelský politik a poslanec Knesetu za strany Ma'arach, Izraelská strana práce, Ma'arach, Likud a znovu Ma'arach.

## Biografie
Narodil se ve vesnici Mišmar ha-Emek. Vystudoval právo na pobočce Hebrejské univerzity v Tel Avivu. Získal osvědčení pro výkon profese právníka. V letech 1940–1942 byl členem mládežnického hnutí ha-Šomer ha-Ca'ir, v letech 1942–1944 působil v jednotkách Palmach.

## Politická dráha
V letech 1951–1969 byl členem strany Mapaj. V letech 1951–1965 v ní zastával post ředitele arabského odboru pro sever státu a v letech 1965–1969 na celostátní úrovni. V roce 1966 se stal koordinátorem Arabsko- židovské asociace Severu. Roku 1977 založil Hnutí pro Haifu a Sever. Byl členem strany La'am. Později se připojil k Likudu, ale roku 1982 spolu s většinou členů Hnutí pro Haifu a Sever odešel do Strany práce.
V izraelském parlamentu zasedl poprvé po volbách v roce 1965, do nichž šel za stranu Ma'arach. Mandát ale získal až dodatečně, v lednu 1967, jako náhradník. Stal se členem výboru pro záležitosti vnitra a výboru pro ústavu, právo a spravedlnost. V průběhu volebního období přešel do samostatného poslaneckého klubu Strany práce, ale pak se opět vrátil do klubu Ma'arach. Ve volbách v roce 1969 mandát neobhájil. Znovu se do Knesetu dostal až ve volbách v roce 1973, tentokrát na kandidátní listině Likudu. Byl členem výboru práce a výboru House Committee. Opětovně byl za Likud zvolen ve volbách v roce 1977. Nastoupil jako člen do parlamentního výboru pro ústavu, právo a spravedlnost, výboru pro zahraniční záležitosti a obranu, výboru House Committee a výboru pro záležitosti vnitra a životního prostředí. Znovu za Likud úspěšně kandidoval ve volbách v roce 1981, po nichž se stal členem výboru pro zahraniční záležitosti a obranu a výboru pro záležitosti vnitra a životního prostředí. V průběhu funkčního období přešel od Likud zpět do klubu Ma'arach. Za Ma'arach byl zvolen ve volbách v roce 1984, po nichž působil jako člen výboru pro zahraniční záležitosti a obranu, výboru pro ústavu, právo a spravedlnost a výboru House Committee. Předsedal podvýboru pro civilní stráž v Judeji a Samařsku. Ve volbách v roce 1988 mandát neobhájil.